# Caupolicana wilsoni
Caupolicana wilsoni is een vliesvleugelig insect uit de familie Colletidae. De wetenschappelijke naam van de soort is voor het eerst geldig gepubliceerd in 1947 door Reed.